# 勒沙普利耶法
勒沙普里安法（法語：Loi Le Chapelier）是国民制宪议会在法国大革命时期于1791年6月14日通过的一部法律。该法禁止同业公会和手工业行会，并收回了工人罢工的权力。法律同时也将自由企业视为典范。该法由伊萨克·勒内·居伊·勒沙普利耶提出并起草。法律的颁布激怒了“无套裤汉”，他们要求终结国民制宪议会。但制宪议会不为所动，一直到9月30日制宪完毕才宣告解散。法律最终在1864年5月25日被废除，取代它的是奥利维耶法（埃米尔·奥利维耶提议，并被拿破仑三世采纳）。奥利维耶法恢复了工人联合以及罢工的权力。